# Hans-Jürgen Walther
Hans-Jürgen Walther (* 14. November 1919 in Schwerin; † 7. November 2011 in Plüderhausen) war ein deutscher Dirigent und Musikschulleiter.

## Leben und Werk
Hans-Jürgen Walther wurde 1937 zum Militär- bzw. zum Kriegsdienst eingezogen. Von 1945 bis 1950 studierte er Dirigieren an der Musikhochschule Hamburg unter anderem bei Ernst Gernot Klussmann und Wilhelm Brückner-Rüggeberg.
1950 gründete Hans-Jürgen Walther das Hamburger Kammerorchester. Das Orchester hieß zunächst „Junges Hamburger Kammerorchester“ und ab 1952 „Hamburger Kammerorchester“. Infolge einer ausgeprägten Konkurrenz zwischen den verschiedenen Hamburger Orchestern in den Nachkriegsjahren.  beschlossen das „Hamburger Kammerorchester“ und das „Hamburger Symphonieorchester“ 1957, zusammenzuarbeiten. Diese Entscheidung führte zum Ausscheiden des Gründungsdirigenten Hans-Jürgen Walther aus dem Hamburger Kammerorchester.
Hans-Jürgen Walther übernahm 1959 den Posten als Chefdirigent der Württembergischen Philharmonie Reutlingen (damals noch „Schwäbisches Symphonieorchester Reutlingen“) von seinem Vorgänger Rudolf Kloiber (1899–1973) und hielt diese Position bis 1968. Hans-Jürgen Walther erhöhte die Anzahl der Zykluskonzerte in Reutlingen von 4 auf 9 pro Saison. Walther galt in Reutlingen als „beseelter Pultchef“, der die Eigeneinnahmen des Orchesters entscheidend steigern konnte, so dass die Einstufung des Orchesters in die Gruppe C der Tarifordnung schließlich erreichbar wurde.
Von 1968 bis 1971 war Walther beim Mainzer Musikverlag B. Schott's Söhne (heute Schott Music GmbH & Co. KG) tätig. Ab 1971 übernahm er die Leitung der Kreisjugendmusikschule Waiblingen, die er bis zum Eintritt des Ruhestands im Jahre 1984 behielt.
Hans-Jürgen Walther spielte  mit der amerikanischen Pianistin Sondra Bianca Werke von Peter Tschaikowsky, Edvard Grieg, Jules Massenet und George Gershwin ein. Generell hinterließ Hans-Jürgen Walther eine umfangreiche Diskographie, die hauptsächlich aus den 1950er Jahren stammt. Die Tonträger wurden von halblegalen Labelfirmen produziert und mit einer Reihe willkürlich erfundener Pseudonyme für Hans-Jürgen Walther (Karl Jergens, Karl Reuter, Walter Jürgens) signiert. Als Solisten in diesen Aufnahmen traten häufig die Violinistin Jeanine Andrade und die bereits genannte Pianistin Sondra Bianca auf.